# Alexander Duff, 1. Duke of Fife

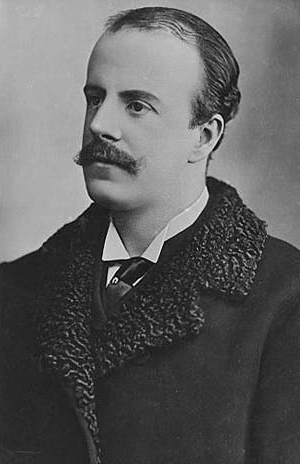
Alexander Duff, 1. Duke of Fife

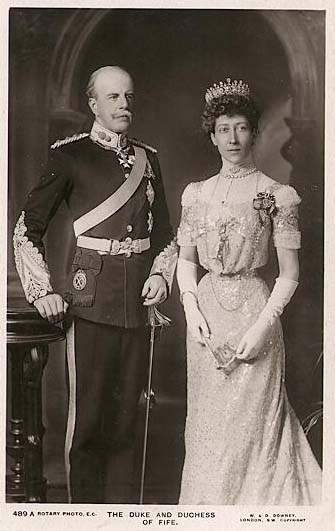
Alexander Duff, 1. Duke of Fife und seine Gemahlin Prinzessin Louise von Großbritannien und Irland

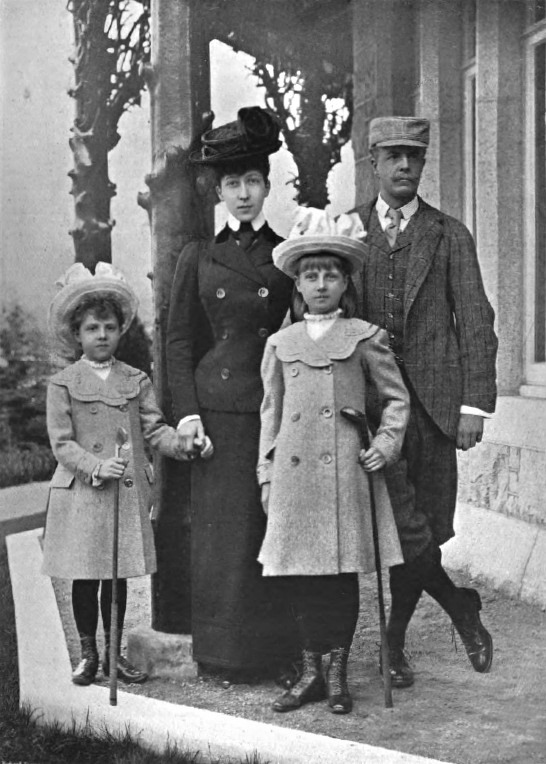
Der Duke und die Duchess of Fife mit ihren Töchtern Maud und Alexandra um 1900

Wappen des Alexander Duff, 1. Duke of Fife

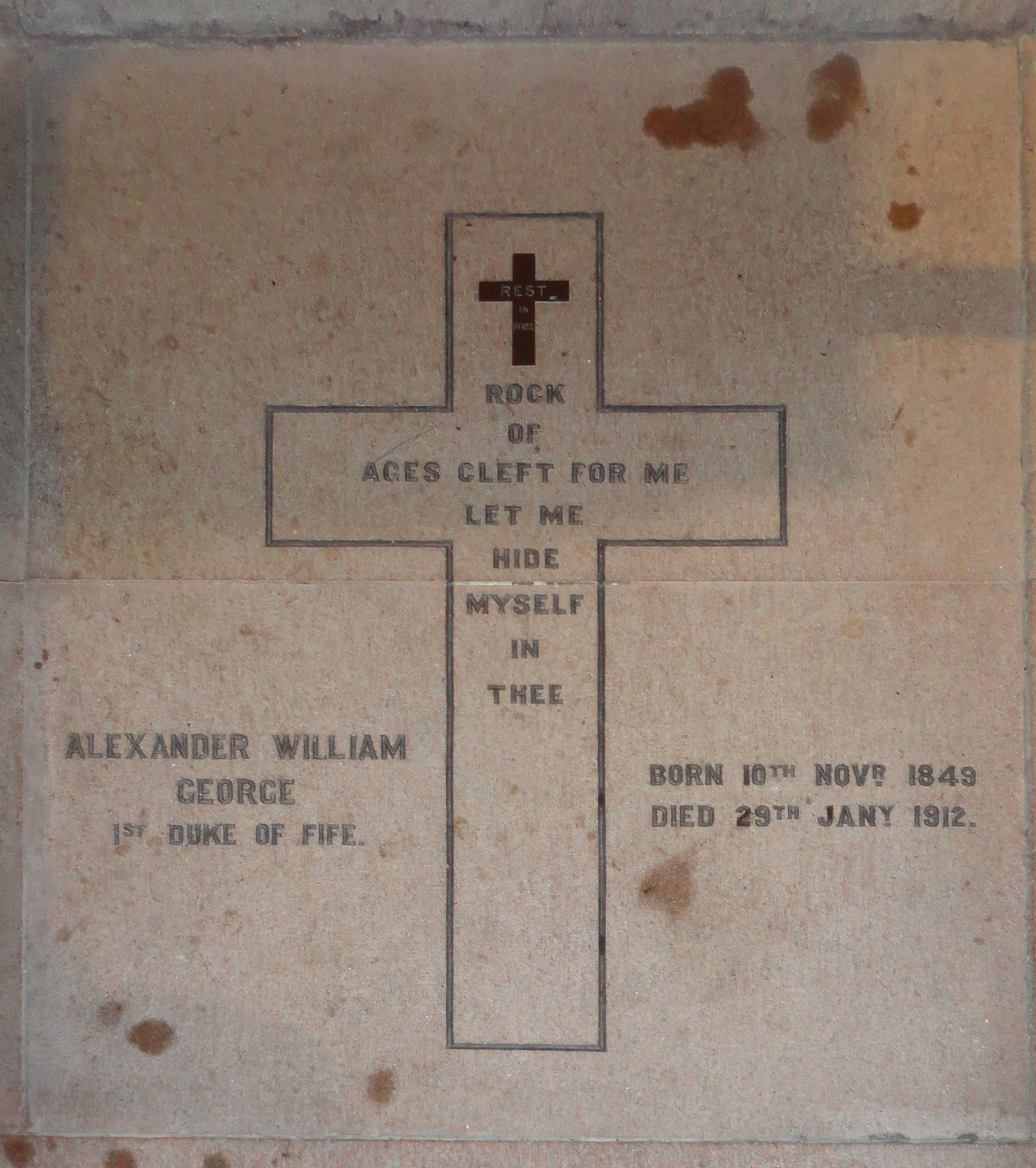
Grabplatte des 1. Duke of Fife

Alexander William George Duff, 1. Duke of Fife, KG, KT, GCVO, PC (* 10. November 1849 in Edinburgh; † 29. Januar 1912 in Assuan) war ein schottisch-britischer Adliger und Politiker. Er war der Ehemann von Prinzessin Louise, der ältesten Tochter des späteren König Eduard VII.

## Leben
Er war der älteste Sohn des James Duff, 5. Earl Fife, aus dessen Ehe mit Lady Agnes Hay, einer Tochter von William Hay, 18. Earl of Erroll. Als Heir apparent seines Vaters führte er ab 1857 den Höflichkeitstitel Viscount Macduff. Er wurde am Eton College erzogen.
Von 1872 bis 1902 war er Lord Lieutenant der Grafschaft Elgin.
1873 wurde er als Abgeordneter für den schottischen Wahlkreis Elginshire and Nairnshire ins britische House of Commons gewählt. Er hatte dieses Mandat inne, bis er 1879 beim Tod seines Vaters dessen Adelstitel erbte und damit einen Sitz im House of Lords erhielt. Er erbte von ihm die irischen Titel 5. Earl Fife, 5. Viscount Macduff und 5. Baron Braco, sowie den britischen Adelstitel 2. Baron Skene. Letzter berechtigte unmittelbar zu einem Sitz im House of Lords. Er erbte zudem die Chiefwürde des schottischen Clan Macduff.
In den Jahren 1880/81 war er Captain der Gentlemen at Arms. In der Folgezeit wurde der Earl von Königin Victoria mit diplomatischen Missionen beauftragt. Für seine Dienste wurde ihm 1885 von der Königin der Titel des Earl of Fife in der Peerage of the United Kingdom verliehen.
Am 27. Juli 1889 heiratete er in der Privatkapelle des Buckingham Palace Prinzessin Louise, die älteste Tochter des damaligen Prince of Wales und der Prinzessin Alexandra von Dänemark. Königin Victoria erhob ihn daraufhin in der Peerage of the United Kingdom zum Duke of Fife und Marquess of Macduff. Aus der Ehe stammten drei Kinder:
- Alastair Duff, Marquess of Macduff (Totgeburt 1890)
- Lady Alexandra Duff (1891–1959)
- Lady Maud Duff (1893–1945)

Die Familie wohnte in London und auf den schottischen Besitzungen des Dukes, Mar Lodge in Aberdeenshire, und Mountcoffer House in Banff. Alle seine Adelstitel waren, wie im Vereinigten Königreich üblich, nur in männlicher Linie vererbbar. Als erkennbar wurde, dass das Paar keinen entsprechenden Titelerben haben werde, verlieh Königin Victoria dem Duke im Jahre 1900 das Dukedom nochmals und mit dem nachgeordneten Titel Earl of Macduff, nun mit dem besonderen Zusatz, dass er in Ermangelung männlicher Nachkommen auch an seine Töchter und deren männliche leibliche Nachkommen übergehen könne. Sowohl bei der Krönung seines Schwiegervaters am 9. August 1902 als auch bei der seines Schwagers Georg V. am 22. Juni 1911 fungierte der Duke als Lord High Constable.
Im Jahre 1905 wurde der Duchess der Titel Princess Royal von ihrem Vater, nunmehr König Edward VII., verliehen. Es handelt sich hierbei um den höchstrangigen Titel, den ein nicht regierendes weibliches Mitglied der Britischen Königsfamilie (abseits der Königin) erhalten konnte und ist der ältesten lebenden Tochter des Monarchen vorbehalten. Gleichzeitig wurden die beiden Töchter des Dukes abweichend von den allgemeinen Regeln, wonach dieses Privileg nur den Kindern der Söhne des Monarchen automatisch zufällt, zu Prinzessinnen von Großbritannien und Irland erhoben. Sie erhielten das Adelsprädikat Hoheit (Highness) und folgten in der Protokollarischen Rangordnung unmittelbar nach der engeren königlichen Familie vor allen anderen Adligen.
Bei einer Reise nach Ägypten erlitten der Duke und seine Familie im Dezember 1911 vor der Küste Marokkos Schiffbruch. Obgleich niemand unmittelbar verletzt wurde, erkrankte der Duke, möglicherweise deswegen, in Ägypten an Pleuritis. Er verstarb im Januar 1912 in Assuan. Er wurde in der St Ninian’s Chapel auf seinem Anwesen Mar Lodge in Braemar bestattet. Seine 1900 geschaffenen Titel Duke of Fife und Earl of Macduff fielen aufgrund der besonderen Erbregelung an seine älteste Tochter Alexandra, seine übrigen Adelstitel erloschen mangels männlichem Erben. Ebenso war er der letzte Chief des Clan MacDuff, der seither ein Armigerous Clan ist.

## Orden und Ehrenzeichen
- Knight Companion des Distelordens (1881)
- Knight Grand Cross des Royal Victorian Order (1901)[10]
- Träger der Royal Victorian Chain (1902)
- Knight Companion des Hosenbandordens (1911)[11]